# Ipomoea dimorphophylla
Ipomoea dimorphophylla är en vindeväxtart som beskrevs av Jesse More Greenman. Ipomoea dimorphophylla ingår i släktet praktvindor, och familjen vindeväxter. Inga underarter finns listade i Catalogue of Life.